# 上盖开发

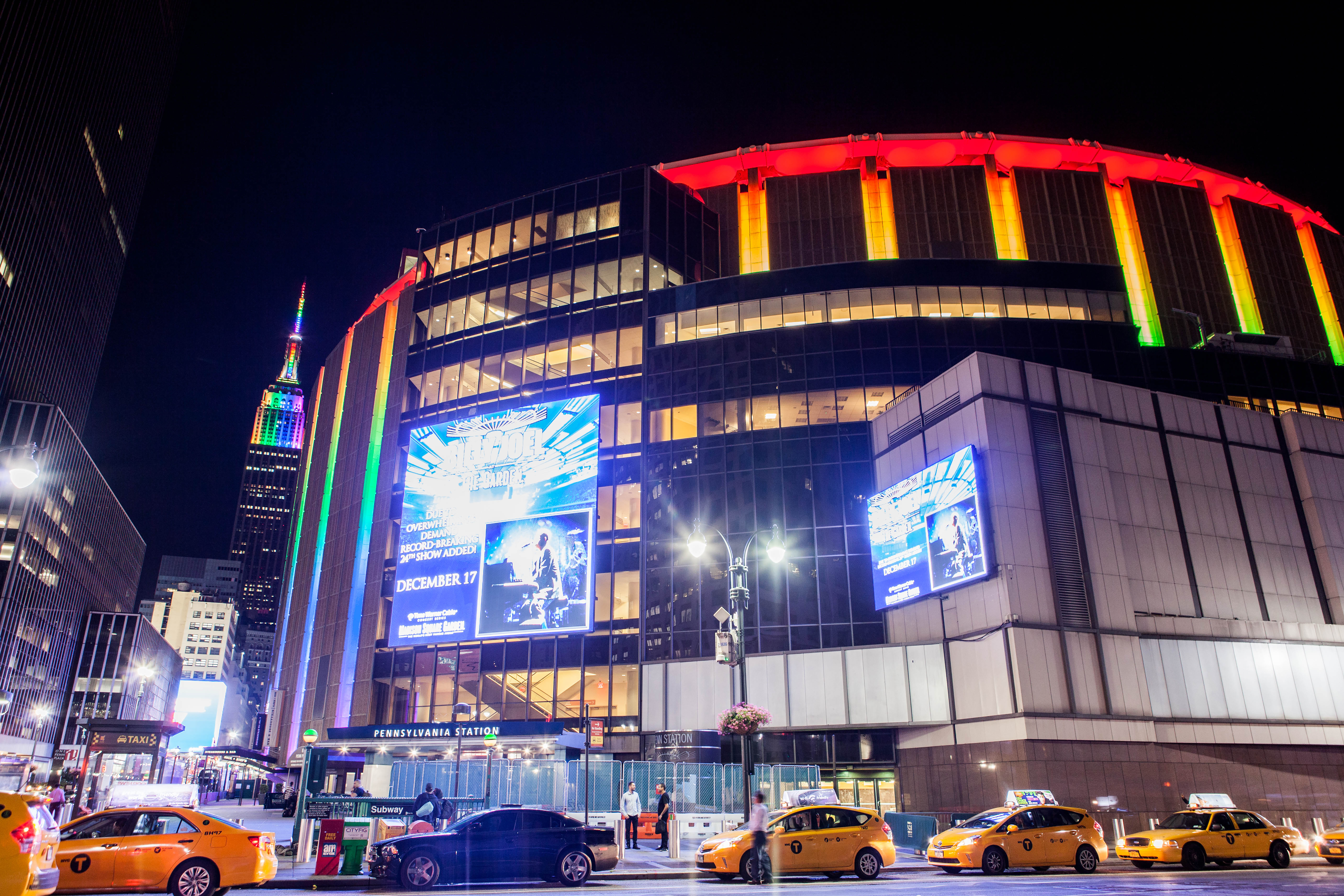
麦迪逊广场花园为纽约賓夕法尼亞車站的上盖

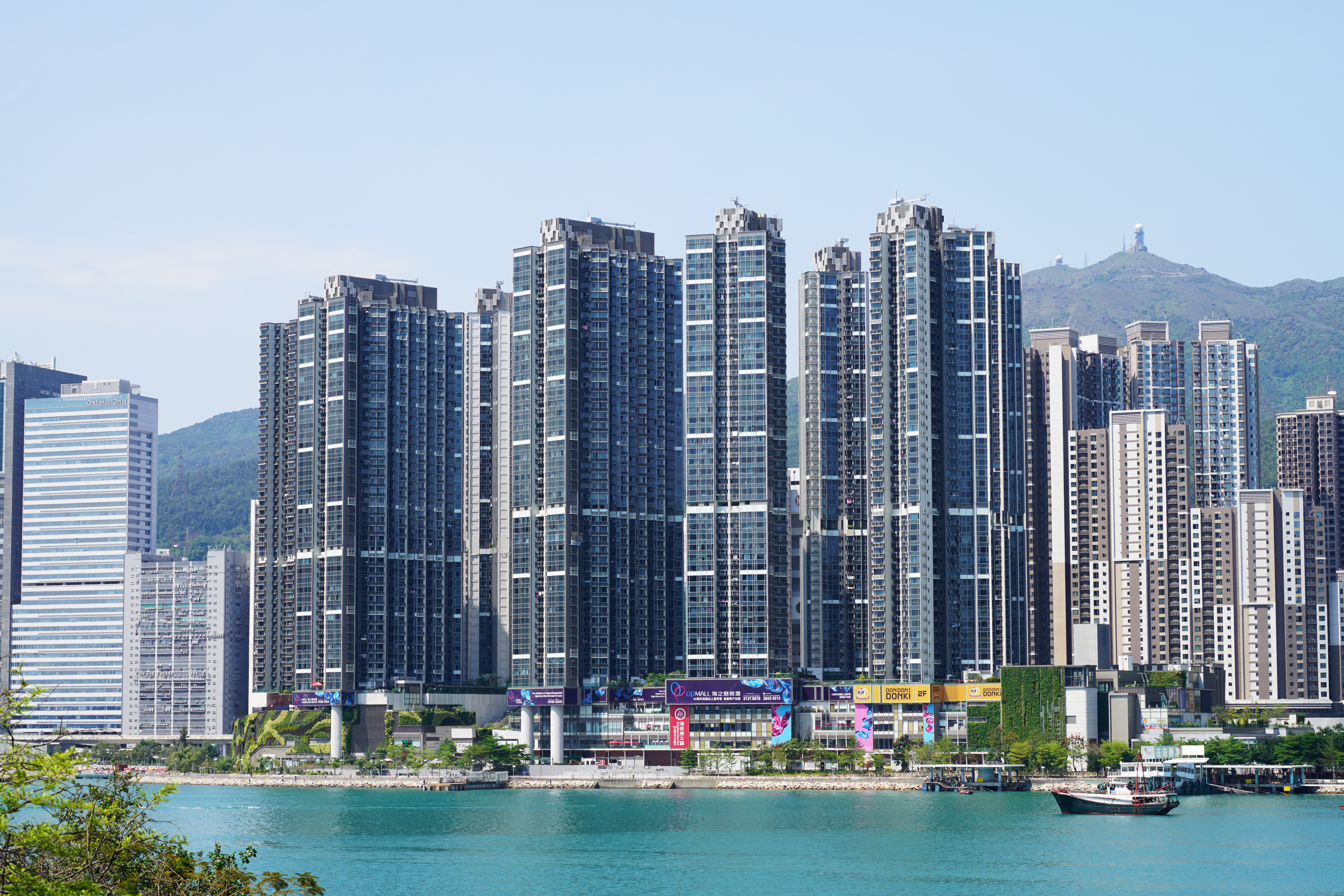
港铁荃湾西站的上盖物业项目海之恋

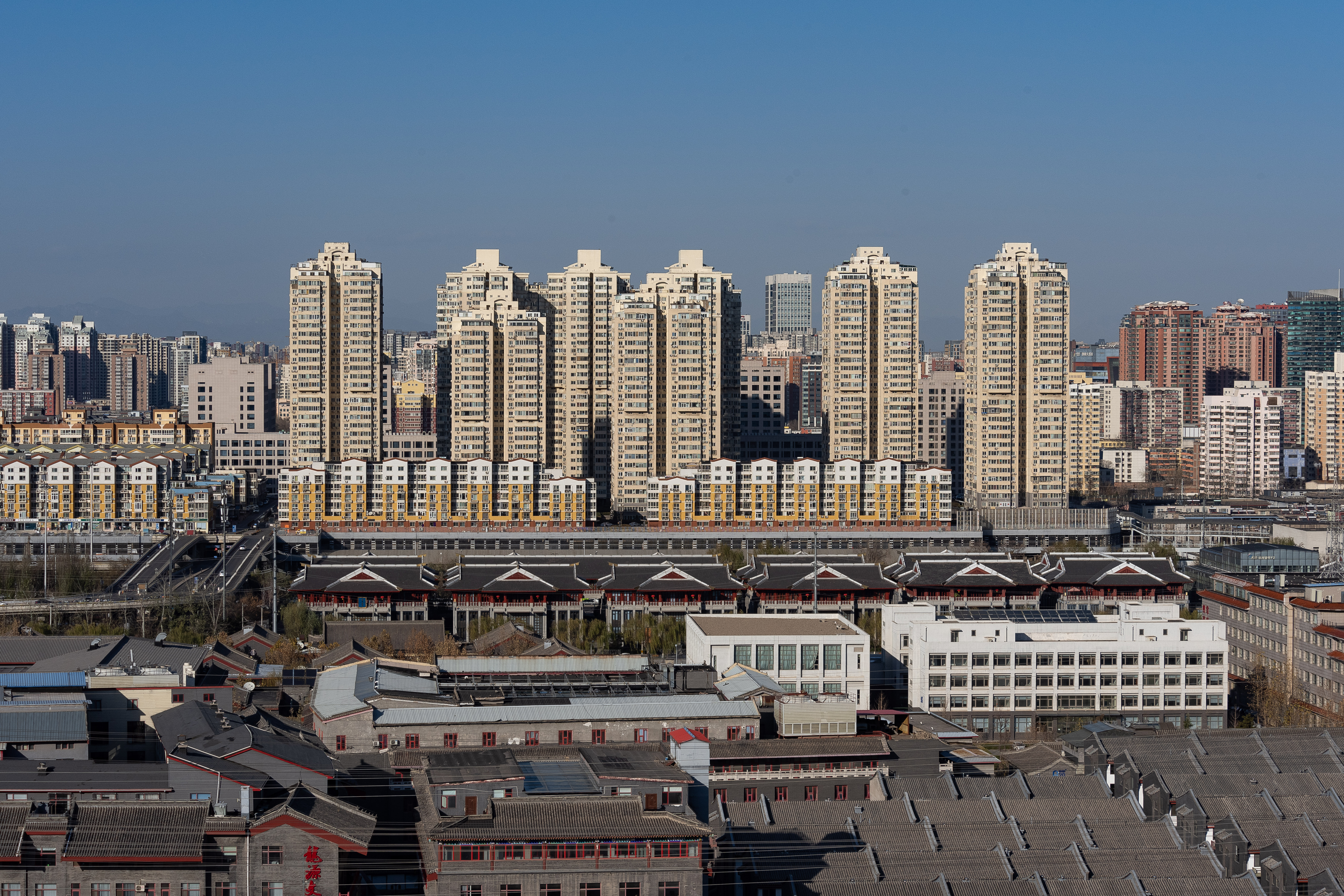
北京地铁1号线四惠车辆段上盖的通惠家园是北京市最早的轨道交通上盖开发项目

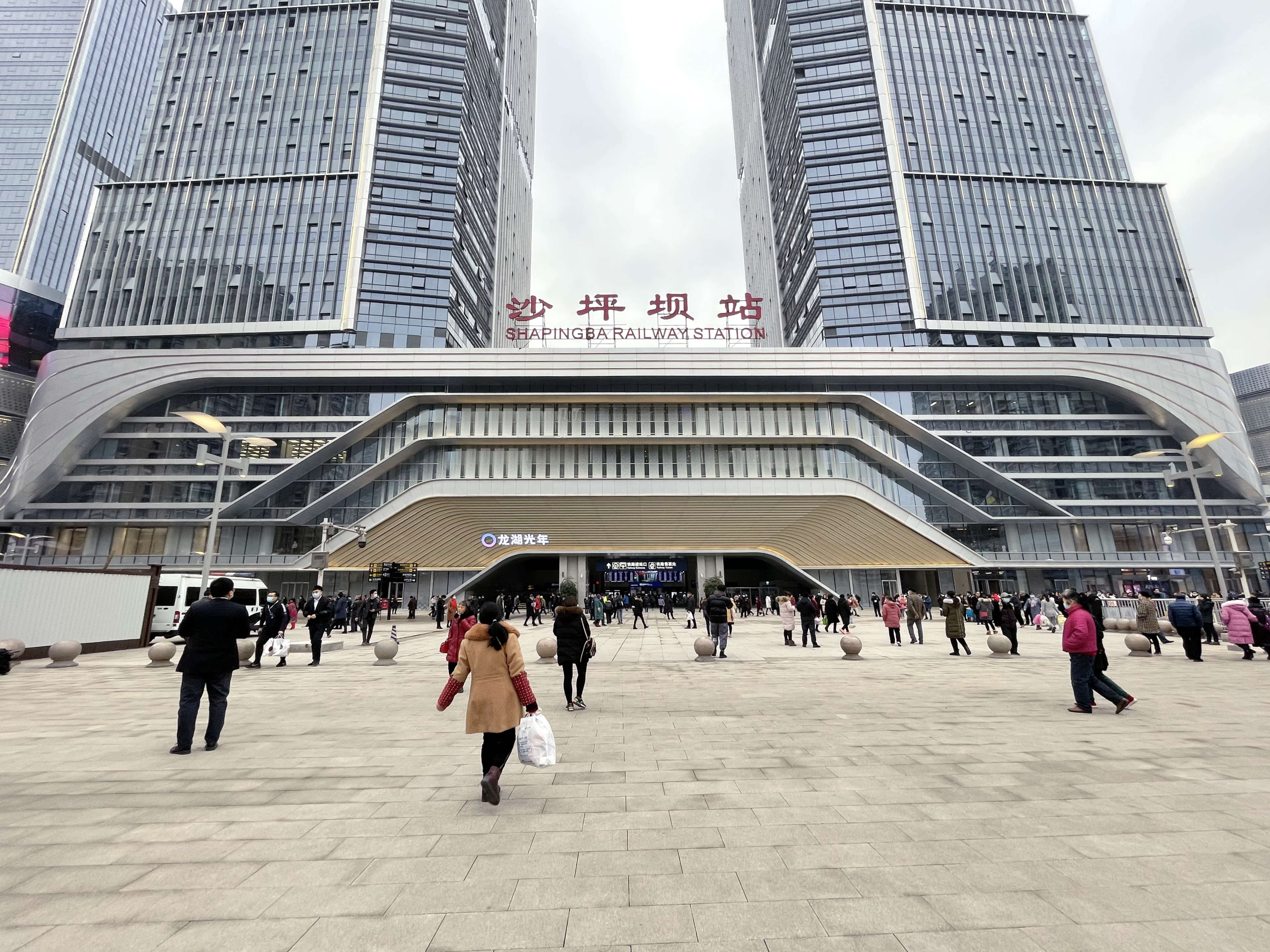
重庆國鐵、地鐵沙坪坝站上盖物業項目龍湖光年

車站共構開發，中港稱上蓋開發、上蓋物業開發，是指在轨道交通途径的地区的上方或邻近周边进行民用建筑开发建设的土地开发方式，根据轨道交通的类型可区分为铁路上盖开发和捷運上盖开发等（亦可按擁有權，分為實益擁有權出讓，以及發展權出讓），符合TOD开发模式的理念。目前，此模式在香港、东京、臺北和首尔等地都较为成熟和普遍，同时在中国大陆也开始受到关注。

## 利弊
地铁上盖开发的主要原因是由于城市土地资源过于稀缺。
上盖开发最大的弊端是减震要求高、消防和人流疏散较为困难，在建筑设计时需要特别给与关注，同时开发成本较高。另外，在各種公用管線及設備鋪設方面，亦有一定複雜性（如香港有不少上蓋項目，變壓器房位於地面以上，部分更需要加建地線槽房、變壓器吊機連吊機井及專用樓梯連接地面）。
另一方面，由於部分鐵路公司在上蓋項目佔有較多業權（例如在港鐵早期上蓋項目中，公契通常規定港鐵公司/九鐵公司佔有50%以上業權，以營運車廠及車站，且以上業權份數不按相關面積計算），小業主難以就屋苑管理問題，與鐵路公司抗衡。

## 具体实践

### 香港
在1970年代香港地鐵修正早期系統（今港鐵觀塘線及荃灣線）建造期間，為了解決融資困難，地鐵公司將兩線的車廠（港鐵九龍灣車廠及港鐵荃灣車廠上蓋，連同諸如中環站等車站之上蓋，批出予地產商以建造住宅及商業項目，而地鐵公司可從售樓及租金收益中得到分紅，從而融資。由此，上蓋開發模式誕生。其後，前地鐵、九鐵及港鐵，以至深圳地鐵（營運方式參照港鐵）等其他鐵路公司，均延續及效法此模式。

### 台灣
臺灣的上蓋開發常見於捷運，又稱為「聯合開發」，例如台北捷運的美河市、桃園機場捷運的台北雙星。城際鐵路系統的上蓋開發則有潤泰松山車站大樓、潤泰南港車站大樓、萬華雙子星等。